# Landschaftsschutzgebiet Voßhagener Bach
Das Gebiet „Voßhagener Bach“ ist ein seit 2005 durch den Kreis Lippe als unterste Naturschutzbehörde ausgewiesenes Landschaftsschutzgebiet im Norden der lippischen Stadt Bad Salzuflen in Nordrhein-Westfalen in Deutschland.

## Lage
Die zwei Teilgebiete des rund zwei Hektar großen Landschaftsschutzgebiets Voßhagener Bach gehören naturräumlich zum Lipper Bergland. Sie liegen südöstlich des Bad Salzufler Ortsteils Wüsten entlang der Kirchheider Straße im Weiler Voßhagen auf einer Höhe zwischen 169 und 223 m ü. NHN.

## Schutzzweck
Wesentlicher Schutzzweck ist die Erhaltung „eines rund 1800 Meter langen und bis zu 50 Meter breiten, stark gegliederten Bachtals mit teils steilen Randstufen und naturnahen Laubholzbeständen“ als Lebensraum für seltene Amphibien, Insekten und Brutvögel.